# Башкирский экономико-юридический техникум
«Башкирский экономико-юридический колледж» (баш. Башҡорт Иҡтисади-Хоҡуҡ Техникумы) — негосударственное учебное заведение среднего профессионального образования, расположенное в г. Уфа Республики Башкортостан.

## Общие сведения
Башкирский экономико-юридический колледж имеет филиалы на территории Республики Башкортостан, а также других субъектов Российской Федерации. Основан в 1995 году в г. Уфе. Учредителем учебного заведения является ВЭГУ.
В число педагогов техникума входят 2 доктора наук, 16 кандидатов наук.
Имея собственную типографию, преподавателями техникума подготовили и издали 56 учебников, учебных пособий, методических разработок, 5 из которых присвоен гриф Министерства образования Республики Башкортостан.
Башкирский экономико-юридический колледж имеет 4 филиала.

## Структура
В 2023 году в структуру ЧПОУ "БЭК" входит :
- Общеобразовательное отделение
- Отделение экономики, информатики, дизайна и сервиса
- Юридическое отделение
- Заочное отделение